# Premjer Ligasy
Inte att förväxla med azerbajdzjanska Premjer Liqasy
Premjer Ligasy (kazakiska: Қазақстан Премьер Лигасы, Qazaqstan Premjer Ligasy) är toppdivisionen i kazakisk fotboll. Ligan styrs av den kazakiska fotbollsfederationen, som startade ligan år 1992. Nedflyttning leder till kazakiska förstadivisionen. Ligan startar på våren och slutar sent på hösten, vilket gör att varje säsong utspelar sig under ett helår, på samma sätt som i bland annat Allsvenskan och Ýokary Liga. Under de senaste säsongerna har merparten av matcherna spelats under helgerna.

## Namnbyten
- Kazakiska toppdivisionen (1992-2001)
- Kazakiska superligan (2002-2007)[1]
- Kazakstan Premjer Ligasy (sedan 2008)

## Klubbar

### 2022 säsong
| Nr  | Klubb        | Placering | Säsongen 2021   |
| --- | ------------ | --------- | --------------- |
| 1.  | Tobol        | Mästare   | Premjer Ligasy  |
| 2.  | Astana       | 2.        | Premjer Ligasy  |
| 3.  | Qajrat       | 3.        | Premjer Ligasy  |
| 4.  | Qyzyljar     | 4.        | Premjer Ligasy  |
| 5.  | Ordabasy     | 5.        | Premjer Ligasy  |
| 6.  | Sjachtar     | 6.        | Premjer Ligasy  |
| 7.  | Aktôbe       | 7.        | Premjer Ligasy  |
| 8.  | Kaspij       | 8.        | Premjer Ligasy  |
| 9.  | Aqzjajyq     | 9.        | Premjer Ligasy  |
| 10. | Taraz        | 10.       | Premjer Ligasy  |
| 11. | Atyrau       | 11.       | Premjer Ligasy  |
| 12. | Turan        | 12.       | Premjer Ligasy  |
|     |              |           |                 |
| 13. | Aksu         | 1.        | Birinsji Ligasy |
| 14. | Maktaaral FK | 2.        | Birinsji Ligasy |

## Vinnare

### Sovjetunionen (1936-1991)
| - 1936 : Sbornaja Alma-Aty - 1937 : Dinamo Alma-Ata - 1938 : Dinamo Alma-Ata - 1939-45 : spelades ej - 1946 : Dinamo Alma-Ata - 1947 : Lokomotiv Dzjambul - 1948 : Trudovye Rezervyj Alma-Ata - 1949 : Dinamo Karaganda - 1950 : Sbornaja Alma-Aty - 1951 : Metallurg Tjimkent - 1952 : Metallurg Tjimkent - 1953 : Metallurg Tjimkent - 1954 : Dinamo Alma-Ata - 1955 : Dinamo Alma-Ata - 1956 : Sbornaja Alma-Aty - 1957 : Stroitel Alma-Ata - 1958 : Spartak Alma-Ata - 1959 : Spartak Alma-Ata - 1960 : Jenbek Gurjev | - 1961 : Avangard Petropavlovsk - 1962 : ADK Alma-Ata - 1963 : Tselinnik Semipalatinsk - 1964 : ADK Alma-Ata - 1965 : ADK Alma-Ata - 1966 : Aktjubinets Aktjubinsk - 1967 : Torpedo Koktjetav - 1968 : Gornjak Zjezkangan - 1969 : Sjachtjor Saran' - 1970 : Stroitel Temir-Tau - 1971 : Jenbek Zjezkangan - 1972 : Traktor Pavlodar - 1973 : Jenbek Zjezkangan - 1974 : Gornjak Nikol'skyj - 1975 : Metallurg Tjimkent - 1976 : Chimik Stepanogorsk - 1977 : Chimik Stepanogorsk - 1978 : Trud Sjevtjenko - 1979 : Chimik Stepanogorsk | - 1980 : Meliorator Tjimkent - 1981 : Burevestnik Kustanaj Zon 7 (3:e nivån, inkluderade lag från andra SSR-republiker) - 1980 : Traktor Pavlodar - 1981 : Aktjubinets Aktjubinsk Zon 8 (3:e nivån) - 1982 : Sjachtjor Karaganda - 1983 : Sjachtjor Karaganda - 1984 : Tselinnik Tselinograd - 1985 : Meliorator Tjimkent - 1986 : Meliorator Tjimkent - 1987 : Meliorator Tjimkent - 1988 : Traktor Pavlodar - 1989 : Traktor Pavlodar - 1990 : Vostok Ust'-Kamenogorsk - 1991 : Aktjubinets Aktjubinsk |

* Källa:

### Sedan självständigheten (1992-)
| Säsong | Mästare  | Tvåa          | Trea         | Skyttekung                                                        | Bästa spelare                     |
| ------ | -------- | ------------- | ------------ | ----------------------------------------------------------------- | --------------------------------- |
| 1992   | Kajrat   | SKIF Ordabasy | Irtysj       | Sergej Kogaj (Kajsar) - 21                                        | Sergej Volgin (Kajrat)            |
| 1993   | Irtysj   | Ekibastuzets  | Gornjak      | Aleksandr Sjmarikov (Taraz) - 28                                  | Nikolaj Kurganskij (Ekibastuzets) |
| 1994   | Semej    | Irtysj        | Ordabasy     | Oleg Litvinenko (Taraz) - 20                                      | Kanat Musatajev (SKIF Ordabasy)   |
| 1995   | Semej    | Taraz         | Sjachter     | Andrej Mirosjnitjenko (Semej) - 23                                | Andrej Mirosjnitjenko (Semej)     |
| 1996   | Taraz    | Irtysj        | Semej        | Viktor Antonov (Irtysj) - 21                                      | Oleg Voskobojnikov (Taraz)        |
| 1997   | Irtysj   | Taraz         | Kajrat       | Nurken Mazbajev (Taraz) - 16                                      | Oleg Voskobojnikov (Taraz)        |
| 1998   | Semej    | Ekibastuzets  | Irtysj       | Oleg Litvinenko (Semej) - 14                                      | Oleg Voskobojnikov (Kajsar)       |
| 1999   | Irtysj   | Esil Bogatyr  | Kajrat       | Rejepmyrat Agabaýew (Kajrat) - 24                                 | Igor Avdejev (Esil Bogatyr)       |
| 2000   | Astana   | Esil Bogatyr  | Irtysj       | Nilton Pereira Mendes (Irtysj) - 21                               | Igor Avdejev (Esil Bogatyr)       |
| 2001   | Astana   | Atyrau        | Esil Bogatyr | Arsen Tlechugov (Astana) - 30                                     | Arsen Tlechugov (Astana)          |
| 2002   | Irtysj   | Atyrau        | Tobol        | Jevgenij Lunev (Sjachter) - 16                                    | Jevgenij Lovtjev (Astana)         |
| 2003   | Irtysj   | Tobol         | Astana       | Andrej Finontjenko (Sjachter) - 18                                | Nurbol Zjumaskalijev (Tobol)      |
| 2004   | Kajrat   | Irtysj        | Tobol        | Ulugbek Bakajev (Tobol) - 22 Arsen Tlechugov (Kajrat) - 22        | Samat Smakov (Kajrat)             |
| 2005   | Aktobe   | Tobol         | Kairat       | Murat Tlesjev (Irtysj) - 20                                       | Nurbol Zjumaskalijev (Tobol)      |
| 2006   | Astana   | Aktobe        | Tobol        | Zjafar Irismetov (Almaty) - 17                                    | David Loria (Astana)              |
| 2007   | Aktobe   | Tobol         | Sjachter     | Zjafar Irismetov (Almaty) - 17                                    | Samat Smakov (Aktobe)             |
| 2008   | Aktobe   | Tobol         | Irtysj       | Murat Tlesjev (Irtysj) - 13                                       | Samat Smakov (Aktobe)             |
| 2009   | Aktobe   | Lokomotiv     | Sjachter     | Murat Tlesjev (Aktobe) - 18 Wladimir Baýramow (Tobol) - 18        | Samat Smakov (Aktobe)             |
| 2010   | Tobol    | Aktobe        | Irtysj       | Ulugbek Bakajev (Tobol) - 16                                      | Nurbol Zjumaskalijev (Tobol)      |
| 2011   | Sjachter | Zjetysu       | Aktobe       | Ulugbek Bakajev (Sjachter) - 18                                   | Ulan Konysbayev (Sjachter)        |
| 2012   | Sjachter | Irtysj        | Aktobe       | Ulugbek Bakajev (Irtysj) - 14                                     | Ulugbek Bakajev (Irtysj)          |
| 2013   | Aktobe   | Astana        | Kairat       | Ihar Zyankovich (Sjachter) - 15                                   | Andrei Finonchenko (Sjachter)     |
| 2014   | Astana   | Aktobe        | Kairat       | Foxi Kéthévoama (Astana) - 16                                     | Bauyrzhan Islamkhan (Kairat)      |
| 2015   | Astana   | Kairat        | Aktobe       | Gerard Gohou (Kairat) - 22                                        | Gerard Gohou (Kairat)             |
| 2016   | Astana   | Kairat        | Irtysj       | Gerard Gohou (Kairat) - 22                                        | Bauyrzhan Islamkhan (Kairat)      |
| 2017   | Astana   | Kairat        | Ordabasy     | Gerard Gohou (Kairat) - 24                                        | Gerard Gohou (Kairat)             |
| 2018   | Astana   | Kairat        | Tobol        | Marcos Pizzelli (Aktobe) - 18                                     | Marcos Pizzelli (Aktobe)          |
| 2019   | Astana   | Kairat        | Ordabasy     | Marin Tomasov (Astana) - 19 Aderinsola Habib Eseola (Kairat) - 19 |                                   |

Noter:
- De nuvarande klubbnamnen står i tabellen. De historiska namnen på klubbarna kan ha varit annorlunda.
- Bästa spelare utsågs av: FKK (1992-2005, 2008) och GOAL (2006-2007, 2009-)